# Liste der Kulturdenkmale in Riesigk
Die Liste der Kulturdenkmale in Riesigk enthält die Kulturdenkmale des Landesamtes für Denkmalpflege und Archäologie in Sachsen-Anhalt in der Ortschaft Riesigk mit den Ortsteilen Rotehof und Schönitz der Gemeinde Oranienbaum-Wörlitz und ist eine Teilliste der Liste der Kulturdenkmale in Oranienbaum-Wörlitz. Grundlage ist das Denkmalverzeichnis des Landes Sachsen-Anhalt, das auf Basis des Denkmalschutzgesetzes des Landes Sachsen-Anhalt, welches am 21. Oktober 1991 durch das Landesamt erstellt und seither laufend ergänzt wurde (Stand: 31. Dezember 2024).

## Kulturdenkmale nach Ortsteilen

### Riesigk
| Lage | Bezeichnung    | Beschreibung | Erfassungs- nummer | Ausweisungsart                                | Bild           |
| --- | -------------- | --- | ------------------ | --------------------------------------------- | -------------- |
| westlich des Riesigker Friedhofes an der Straße nach Wörlitz | Distanzstein   | | 094 40709          | Baudenkmal                                    |                |
| nördlich der Kreisstraße 2042, südlich des Elbwalls und östlich der Gemeindegrenze Wörlitz - Riesigk (Karte)                                                                             | Feld           | | 094 40670          | Baudenkmal                                    | Feld           |
| Verbindungsstraße Wörlitz - Gohrau (L 133), innerhalb des Gemeindegebietes von Riesigk (Karte)                                                                                           | Feld           | | 094 40679          | Baudenkmal                                    | Feld           |
| am Straßenrand vor dem Grundstück An der Kirche 8 (alt: Dorfstraße 8) (Karte) | Grenzstein     | | 094 40576          | Baudenkmal                                    | Grenzstein     |
| an Straßenkreuzung nach Riesigk-Rotehof-Gohrau (Karte) | Wegweiser      | | 094 40566          | Baudenkmal                                    | Wegweiser      |
| vom Ortsausgang Wörlitz nach Riesigk, Kreisstraße 2042 | Allee          | Allee Der Denkmalbereich zu dem die Allee gehört, ist unter der Erfassungsnummer 094 40715 in Dessau-Roßlau eingetragen. Die Allee verläuft auch durch die Gemarkung Wörlitz.       | 094 40715 005      | Teilobjekt eines Denkmalbereichs - Baudenkmal |                |
| an der Verbindungsstraße von Riesigk zum Ortsteil Schönitz | Allee          | Allee Der Denkmalbereich zu dem die Allee gehört, ist unter der Erfassungsnummer 094 40715 in Dessau-Roßlau eingetragen.                                                            | 094 40715 006      | Teilobjekt eines Denkmalbereichs - Baudenkmal |                |
| L 131 zwischen Riesigk und Gohrau | Allee          | Allee Der Denkmalbereich zu dem die Allee gehört, ist unter der Erfassungsnummer 094 40715 in Dessau-Roßlau eingetragen. Die Allee verläuft auch durch die Gemarkung Gohrau.        | 094 40715 007      | Teilobjekt eines Denkmalbereichs - Baudenkmal |                |
| L 131 von Horstdorf über Rotehof nach Riesigk | Allee          | Allee Der Denkmalbereich zu dem die Allee gehört, ist unter der Erfassungsnummer 094 40715 in Dessau-Roßlau eingetragen. Die Allee verläuft auch durch die Gemarkung von Horstdorf. | 094 40715 011      | Teilobjekt eines Denkmalbereichs - Baudenkmal |                |
| Dorfplatz (Karte) | Wegweiser      | Wegweiser | 094 40575          | Baudenkmal                                    | Wegweiser      |
| Feldblick 1, 2, 3, 4, 5, 6, 7, 8, Wallstraße 1, 2, 3, 4, 5, 6, 7, 8, 9, 10, 11, 12, 13, 14, 16, 17, 18, 19, 20, 21, 22, An der Kirche 1, 2, 3, 4, 5, 6, 7, 8, 9, 10, 11, 12, 13, 14, 15, | Ortskern       | Ortskern Teilobjekt des unter Dessau-Roßlau eingetragenen Gartenreichs Dessau-Wörlitz.                                                                                              | 094 40615 005      | Teilobjekt eines Denkmalbereichs              |                |
| An der Kirche 4 (alt: Dorfstraße) (Karte) | Gemeindehaus   | Kommunalbau | 094 40577          | Baudenkmal                                    | Gemeindehaus   |
| Dorfstraße auf einer Grünfläche in der Dorfmitte (Karte) | Kriegerdenkmal | | 094 40567          | Baudenkmal                                    | Kriegerdenkmal |
| Wallstraße 2 (alt: Dorfstraße 1) | Bauernhof      | Bauernhof | 094 40568          | Baudenkmal                                    |                |
| Koordinaten fehlen! Hilf mit. | Taubenturm     | Taubenturm | 094 40568 001      | Teilobjekt eines Baudenkmals                  |                |
| An der Kirche 11 (alt: Dorfstraße 3) (Karte) | Bauernhof      | Bauernhof | 094 40569          | Baudenkmal                                    | Bauernhof      |
| Koordinaten fehlen! Hilf mit. | Taubenturm     | Taubenturm | 094 40569 001      | Teilobjekt eines Baudenkmals                  |                |
| An der Kirche 9 (alt: Dorfstraße 9) (Karte) | Bauernhof      | Bauernhof | 094 40570          | Baudenkmal                                    | Bauernhof      |
| An der Kirche (alt. Dorfstraße 10) (Karte) | Kirche         | Dorfkirche Riesigk | 094 40571          | Baudenkmal                                    | Weitere Bilder |
| Wallstraße 3 (alt: Dorfstraße 13) (Karte) | Bauernhaus     | | 094 40572          | Baudenkmal                                    | Bauernhaus     |
| Wallstraße (alt: Dorfstraße 27) | Taubenhaus     | | 094 40574          | Baudenkmal                                    |                |
| An der Kirche 2 (alt: Dorfstraße 37) (Karte) | Schule         | | 094 40470          | Baudenkmal                                    | Schule         |

### Rotehof
| Lage                                                                                | Bezeichnung | Beschreibung                                                                           | Erfassungs- nummer | Ausweisungsart                   | Bild    |
| ----------------------------------------------------------------------------------- | ----------- | -------------------------------------------------------------------------------------- | ------------------ | -------------------------------- | ------- |
| (Karte)                                                                             | Domäne      | Vorwerk Rotehof                                                                        | 094 40560          | Baudenkmal                       | Domäne  |
| Rotehof 1, 2, 3, 4, 7, 8, 9, 10, 11, 12, 13, 14, 15, 16, 17, 18, 19, 20, 21, 23, 24 | Ortskern    | Ortskern Teilobjekt des unter Dessau-Roßlau eingetragenen Gartenreichs Dessau-Wörlitz. | 094 40615 011      | Teilobjekt eines Denkmalbereichs |         |
| Rotehof 20 (Karte)                                                                  | Gasthof     | Rotehaus                                                                               | 094 40565          | Denkmalbereich                   | Gasthof |

### Schönitz
| Lage                      | Bezeichnung | Beschreibung                                                                           | Erfassungs- nummer | Ausweisungsart                   | Bild |
| ------------------------- | ----------- | -------------------------------------------------------------------------------------- | ------------------ | -------------------------------- | ---- |
| Schönitz 1, 2, 3, 4, 6, 8 | Ortskern    | Ortskern Teilobjekt des unter Dessau-Roßlau eingetragenen Gartenreichs Dessau-Wörlitz. | 094 40615 010      | Teilobjekt eines Denkmalbereichs |      |

## Ehemalige Kulturdenkmale
Die nachfolgenden Objekte waren ursprünglich ebenfalls denkmalgeschützt oder wurden in der Literatur als Kulturdenkmale geführt. Die Denkmale bestehen heute jedoch nicht mehr, ihre Unterschutzstellung wurde aufgehoben oder sie werden nicht mehr als Denkmale betrachtet.

### Riesigk
| Lage                               | Bezeichnung | Beschreibung | Erfassungs- nummer | Ausweisungsart | Bild |
| ---------------------------------- | ----------- | --- | ------------------ | -------------- | ---- |
| Wallstraße 25 (alt: Dorfstraße 19) | Bauernhof   | Aufgrund einer Sicherungsverfügung der Bauaufsicht von 2016 wurde der Hof abgerissen. Die Austragung aus dem Denkmalverzeichnis erfolgte im Jahr 2016. | 094 40573          | Baudenkmal     |      |

### Rotehof
| Lage              | Bezeichnung        | Beschreibung | Erfassungs- nummer | Ausweisungsart | Bild               |
| ----------------- | ------------------ | --- | ------------------ | -------------- | ------------------ |
| Rotehof 1 (Karte) | Wirtschaftsgebäude | Wirtschaftsgebäude Nachdem festgestellt wurde, dass das Gebäude nicht mehr vorhanden ist, wurde es 2024 aus dem Denkmalverzeichnis gestrichen. Bei der Streichung wurde es als Rotehof 11 geführt. | 094 40564          | Baudenkmal     | Wirtschaftsgebäude |

## Legende
In den Spalten befinden sich folgende Informationen:
- Lage: Nennt den Straßennamen und wenn vorhanden die Hausnummer des Kulturdenkmals. Die Grundsortierung der Liste erfolgt nach dieser Adresse. Der Link „Karte“ führt zu verschiedenen Kartendarstellungen und nennt die geographischen Koordinaten.
Link zu einem Kartenansichtstool, um Koordinaten zu setzen. In der Kartenansicht sind Baudenkmale ohne Koordinaten mit einem roten bzw. orangen Marker dargestellt und können in der Karte gesetzt werden. Baudenkmale ohne Bild sind mit einem blauen bzw. roten Marker gekennzeichnet, Baudenkmale mit Bild mit einem grünen bzw. orangen Marker.
- Offizielle Bezeichnung: Nennt den Namen, die Bezeichnung oder zumindest die Art des Kulturdenkmals und verlinkt, soweit vorhanden, auf den Artikel zum Objekt.
- Beschreibung: Nennt bauliche und geschichtliche Einzelheiten des Kulturdenkmals, vorzugsweise die Denkmaleigenschaften.
- Erfassungsnummer: Für jedes Kulturdenkmal wird in Sachsen-Anhalt eine 20stellige Erfassungsnummer vergeben. Die letzten zwölf Ziffern werden für die Untergliederung nach Teilobjekten genutzt und werden nur angegeben, soweit vergeben. In dieser Spalte kann sich folgendes Icon  befinden, dies führt zu Angaben zu diesem Baudenkmal bei Wikidata.
- Ausweisungsart: Die Einordnung des Denkmales nach § 2 Abs. 2 DenkmSchG LSA
- Bild: Ein Bild des Denkmales, und gegebenenfalls einen Link zu weiteren Fotos des Kulturdenkmals im Medienarchiv Wikimedia Commons. Wenn man auf das Kamerasymbol klickt, können Fotos zu Kulturdenkmalen aus dieser Liste hochgeladen werden: